# Congress (Ohio)
Congress és una població dels Estats Units a l'estat d'Ohio. Segons el cens del 2000 tenia 192 habitants.

## Demografia
Segons el cens del 2000, Congress tenia 192 habitants, 64 habitatges, i 52 famílies. La densitat de població era de 436,1 habitants per km².
Dels 64 habitatges en un 29,7% hi vivien nens de menys de 18 anys, en un 73,4% hi vivien parelles casades, en un 3,1% dones solteres, i en un 18,8% no eren unitats familiars. En el 14,1% dels habitatges hi vivien persones soles el 6,3% de les quals corresponia a persones de 65 anys o més que vivien soles. El nombre mitjà de persones vivint en cada habitatge era de 3 i el nombre mitjà de persones que vivien en cada família era de 3,35.
Per edats la població es repartia de la següent manera: un 25,5% tenia menys de 18 anys, un 10,9% entre 18 i 24, un 25,5% entre 25 i 44, un 29,2% de 45 a 60 i un 8,9% 65 anys o més.
L'edat mediana era de 35 anys. Per cada 100 dones de 18 o més anys hi havia 110,3 homes.
La renda mediana per habitatge era de 36.875 $ i la renda mediana per família de 42.083 $. Els homes tenien una renda mediana de 22.321 $ mentre que les dones 19.375 $. La renda per capita de la població era de 14.911 $. Aproximadament el 9,1% de les famílies i el 4,1% de la població estaven per davall del llindar de pobresa.

## Poblacions més properes
El següent diagrama mostra les poblacions més properes.